# Giovanni Marliani

Stemma Marliani

Giovanni Marliani (Milano, 1420 – 1483) è stato un medico, filosofo e astrologo italiano.

## Biografia
Nato a Milano nel 1420, era figlio del patrizio milanese Castello Marliani. Studiò Medicina all'Università degli Studi di Pavia, dove fu allievo del matematico Biagio Pelacani. Divenne medico nel 1440 ed entrò nel Collegio dei fisici milanesi e intraprese una carriera nell'insegnamento passando per diverse cattedre: medicina, fisica, filosofia e astrologia. Nel 1448 era attivo presso lo Studio di Milano e nel 1452 tornò a Pavia.
Con l'ascesa della dinastia degli Sforza a capo del Ducato di Milano, Giovanni, appartenente alla famiglia Marliani tradizionalmente ghibellina, aumentò il proprio prestigio. Il padre Castello nel 1450 razionatore della Camera delle entrate straordinarie. Nel 1466 Giovanni e il fratello Daniele ottennero la concessione in esenzione dei diritti di sfruttamento delle acque del Secchia nei pressi di Moglia, nel Mantovano.
Alla morte del duca Francesco Sforza, nel 1467 Giovanni Marliani scrisse una lettera al nuovo duca Galeazzo Maria Sforza in cui dichiarava di essere stato richiesto da molti Studi in diverse città d'Italia, sperando di poter essere trasferito da Pavia a Milano e di ricevere un aumento di salario, vista anche la sua numerosa famiglia. Il Consiglio segreto di Milano intercedette presso lo Sforza in favore di Giovanni, esaltando la sua fama anche oltre i confini del Ducato. Il duca Galeazzo Maria, dopo alcuni indugi, acconsentì per conferirgli un'assegnazione annua di 1 000 fiorini, il più alto salario riconosciuto a chiunque nel Ducato. Sotto la reggenza di Ludovico il Moro ottenne i dazi di Gallarate e della sua pieve.
I suoi studi di matematica sulle frazioni, di fisica sui problemi di statica, moto e velocità, di meccanica e di termologia, Giovanni Marliani lo portarono ad essere tra i più grandi scienziati dell'epoca e riuscì a mettere in discussione Thomas Bradwardine e Alberto di Sassonia.
Nella sua opera Quaestio de caliditate corporum humanorum tempore hyemis et estati set de antiperistasi (1472), il Marliani distinse la temperatura dell'organismo dalla quantità e dalla produzione del calore naturale del corpo e sostenne che la produzione del calore naturale è più elevata in inverno che in estate.
Nel 1467 si recò a Novara dal conte Gaspare Vimercati, colpito da problemi respiratori e nel 1469 curò Rinaldo d'Este da una gravissima malattia che lo colse durante una visita alla corte milanese. Nel 1482 Giovanni Marliani raggiunse i vertici della propria carriera e prestò le sue doti di medico a Federico I Gonzaga.
Giovanni Marliani morì nel 1483 e fu sepolto nella cappella milanese della Marliani, nella chiesa di Santa Maria delle Grazie.
Le opere del Marliani furono oggetto di studio da parte di Leonardo Da Vinci, che lo cita in diverse occasioni nel suo Codice Atlantico.
Ebbe tre figli: Paolo, Gerolamo e Pietro Antonio, la discendenza del primo dei quali ottenne all'inizio del XVII secolo il titolo di conte di Busto Arsizio. Il nipote Luigi, figlio del fratello Daniele, fu medico e Consigliere segreto di Ludovico il Moro e di Massimiliano Sforza; divenne poi medico personale degli imperatori Massimiliano I e Carlo V d'Asburgo e di Filippo I re di Spagna, per poi diventare vescovo della diocesi di Tui, in Galizia.

## Opere

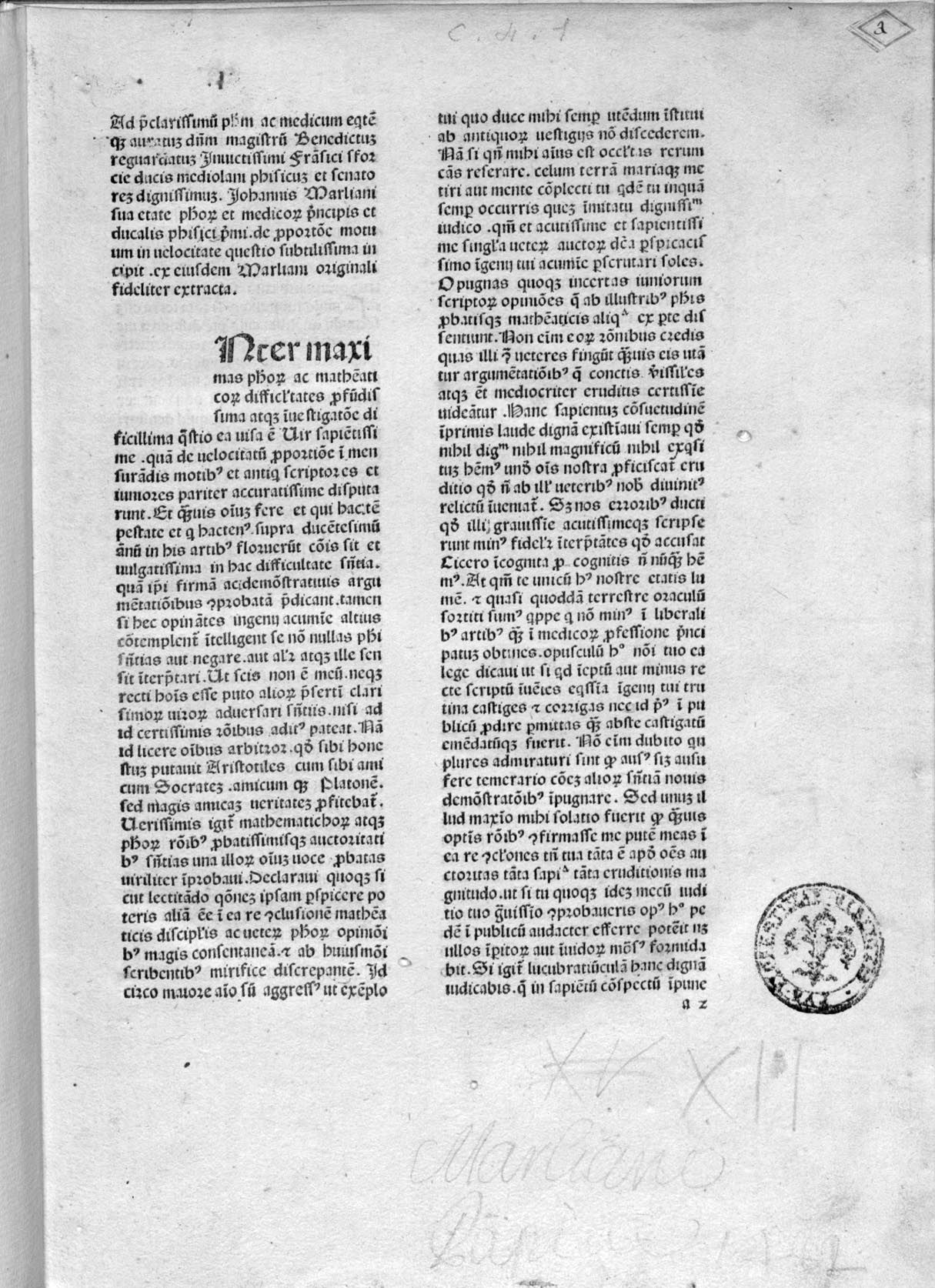
De proportione motuum in velocitate, 1482

- Quaestio de caliditate corporum humanorum tempore hyemis et estati set de antiperistasi (1472)
- Disputatio cum Iohanne Arculano de diversis materiis ad philosophiam et medicinam pertinentibus
- Quaestio de proportione motuum in velocitate (1464)
- Algebra
- Algorismus de minutiis
- De secta philosophorum
- Probatio cuiusdam sententiae Calculatoris de motu locali (1460)
- (LA) De proportione motuum in velocitate, Pavia, Damiano Confaloneri, 1482.